# William Tolbert Jr.
William Richard Tolbert Jr. (ur. 13 maja 1913, zm. 12 kwietnia 1980) – liberyjski polityk.
Członek Izby Reprezentantów Liberii (od 1943 do 1951), wiceprezydent i przewodniczący senatu (od 1952 do 1971), prezydent Światowego Związku Baptystycznego (od 1965 do 1970) oraz prezydent i przywódca Prawdziwej Partii Wigów (od 1971).
Przyczynił się kontynuacją polityki poprzednika i sprzyjaniem korupcji rządowej do wzrostu niepokojów społecznych, czego finałem stał się zamach stanu w noc 12 kwietnia 1980, kiedy siedemnastu żołnierzy wdarło się do rezydencji Tolberta i zadźgało go bagnetami. Urząd prezydenta po śmierci Tolberta objął przywódca zamachowców, sierżant Samuel K. Doe. Zabójstwo Tolberta zakończyło rządy potomków czarnych osadników skupionych wokół Prawdziwej Partii Wigów.
Jego wizerunek został umieszczony na liberyjskich monetach obiegowych o nominałach 50 centów i 1 dolara wyemitowanych w 1976 i 1987 roku. 